# Bourbonska palača
Bourbonska palača (francuski: Palais Bourbon) je povijesna barokna palača na lijevoj obali Seine. Nalazi se nasuprot Trgu sloge, najvećem pariškom trgu. Građena je od 1722. do 1728. kao odmaralište vojvotkinje Louise Françoise od Bourbona prema nacrtima talijanskoga arhitekta Lorenza Giardinija.
Palača zauzima vrlo važno mjesto u francuskoj povijesti i politici. Isprva je za Francuske revolucije bila izvlaštena i koristila se za sastanke članova Francuskoga direktorija između 1795. i 1799. godine. Istovremeno je bila sjedište Vijeća pet stotina, donjega doma političke strukture Prve Francuske Republike. Dolaskom Napoleona Bonapartea na vlast i proglašenjem Prvoga Francuskoga Carstva, gubi na političkoj, ali dobiva na arhitektonskoj važnosti. Tako joj je početkom 1806., prema nalogu samog Napoleona, dodan red prednjih korintskih stupova (kolonada) nadahnut onima s Magdalenske crkve.
Za Restauracije, palača je bila sjedište Zastupničkoga doma, 1848. sjedište Ustavotvorne skupštine, a za Drugoga Carstva sjedište Zakonodavnoga tijela.
Završetkom Drugog svjetskog rata i propašću Višijske Francuske palača postaje središnja zgrada Narodne skupštine, u čijoj se unutrašnjosti održavaju sastanci i sjednice njezinih zastupnika. Burbonska palača je i privremeni dom i radno mjesto Predsjednika Narodne skupštine, koji prema Francuskom Ustavu iz 1958. ima pravo na privremeni boravak za svoga mandata.
Palača posjeduje i veliku knjižnicu koja, između ostaloga, sadrži i zapise o pojedinostima suđenja Ivani Orleanskoj, rukopise filozofa Jeana-Jacquesa Rousseaua i izvorni primjerak Codexa Borbonicusa, aztečkoga kodeksa o Španjolskom osvajanju Meksika i uništenju srednjoameričkih domorodaca.
Sam naziv „Bourbonska palača” često se koristi kao istoznačnica za Francuski parlament, jer je sjedište njegova donjega doma.

## Vanjske poveznice
- Službene stranice Narodne skupštine, Bourbonska palača - mjesto demokracije, Odjel Narodne skupštine za odnose s javnošću i komunikaciju (pristupljeno 4. studenog 2016.) (fr.)
- Službene stranice Narodne skupštine, Povijest Bourbonske palače, Pismohrana Narodne skupštine, pristupljeno (4. studenog 2016.) (fr.)